# Balanogonia constricta
Balanogonia constricta är en skalbaggsart som beskrevs av Paucar-cabrera 2003. Balanogonia constricta ingår i släktet Balanogonia och familjen Rutelidae. Inga underarter finns listade.